# Fawwar ad-Dara
Fawwar ad-Dara – jaskinia krasowa w Libanie, w górach Liban.
Fawwar ad-Dara posiada ciąg stromych korytarzy, niewielkich studni z przepływem wody oraz liczne kotły wirowe.